# Свеукрајински конгрес Совјета
Свеукрајински конгрес совјета (укр. Всеукраїнський з'їзд Рад; рус. Всеукраинский съезд Советов) је био врховно управно тело Украјинске Совјетске Социјалистичке Републике од 1917. до 1938. године. Од 1922. до 1938. Устав Украјинске ССР, по узору на Устав Руске СФСР из 1918, налагао је да се Конгрес сазива најмање два пута годишње. Устав из 1926. (у складу са свим совјетским уставима) смањио је минимум на једном годишње.
Укупно је било 14 конгреса Совјета који су се већину времена одржавали у Харкову.

## Опис
Након завршетка Руског грађанског рата и стране војне интервенције, у Украјини је владајућа партија бољшевика наставила активно да користи совјетски облик диктатуре пролетаријата у својој унутрашњој политици.[3] Формирање састава и структуре Свеукрајинског конгреса Совјета, Свеукрајинског централног извршног комитета и његовог президијума наставило се да се одвија уз помоћ вишестепеног изборног система под руководством органа бољшевичке партије. Према Уставу Украјинске ССР из 1919. године, активно и пасивно бирачко право на изборима за локалне Совјете имали су само радници, војници и морнари, као и странци који су припадали радничкој класи и радничком сељаштву (члан 20). Права гласа, „чак и ако спадају у једну од наведених категорија“, нису имали појединци који су користили најамни рад у себичне сврхе или живели од незарађених прихода, приватни трговци, трговачки посредници, монаси и духовни старешине, службеници и осуђени агенти бивше царске полиције, чланови династије Романових, поремећени и они који су под старатељством. Уставно законодавство Руске СФСР и других синдикалних република лишило је право гласа тим категоријама људи због политичких и напорних услова. Касније су се та ограничења проширила на оне „радне елементе“ који су себе етикетирали јасним кулачким акцијама или активним протестима против совјетског режима, бивше петљуровце, „бандите сваке врсте“, луталице, дезертере и друге непријатеље совјетског режима.

## Историја

### Први конгрес (Кијев)
Први Конгрес Совјета је првобитно одржан у Кијеву 17. децембра (4. децембра, по старом стилу) 1917. године у сали позоришта М. Садовског (познатог и као Тројствени народни дом). На конгресу је учествовало преко 2500 делегата. Конгрес је сазвао Кијевски регионални совјет радничких и војничких посланика на захтев бољшевичких организација Украјине. Истовремено, 16–18. децембра 1917. у Кијеву је одржан регионални конгрес бољшевика Украјине. Бољшевички конгрес је створио уједињену политичку партију Украјине „РСДЛП(б) – Социјалдемократија Украјине“ на челу са Главним комитетом.
Прво разматрано питање био је избор президијума Конгреса на чијем је челу био почасни председавајући конгреса Михаил Хрушевски. Централно питање дневног реда конгреса било је „Ултиматум Совнаркома Русије Централном савету Украјине“. Конгрес је 18. децембра 1917. осудио ултиматум. Вођа бољшевичке фракције и члан организационог комитета Владимир Затонски саопштио је да је дошло до неспоразума јер је на конгресу било превише делегата без права гласа. Затонски је предложио да се објави пауза и провере акредитације свих делегата. Као одговор на предлог, вођа Савеза сељака Микола Стасјук је изјавио да Обласни комитет Совјета радничких и војничких посланика жели да фалсификује вољу украјинског народа дајући предност радницима и војницима који поред тога нису ни били Украјинци над сељацима. Стога се централни комитет Савеза сељака са своје стране побринуо да повећа сељачку заступљеност на конгресу. Након тога бољшевици су предложили да се конгрес призна као консултативни састанак. Када је предлог одбијен, 127 присталица бољшевика напустило је конгрес у знак протеста. Остали делегати који су учествовали препознали су скупштину као компетентан конгрес. Дана 18. децембра 1917. 124 делегата из 49 Совјета који су напустили Кијевски конгрес окупили су се на одвојеном састанку у Кијевском централном бироу синдиката.

### Први конгрес под контролом бољшевика (Харков)
21. децембра 1917. године, Црвена гарда Совјетске Русије на челу са Владимиром Антоновом-Овсејенком заузела је Харков. Ноћу 22. децембра 1917. године руска Црвена гарда са локалним бољшевицима разоружала је украјинске војне јединице и ухапсила руководиоце градског већа и гарнизона Харкова. Дана 23. децембра 1917. бољшевици су основали ревком (револуционарни комитет). Седиште локалне Црвене гарде основано је 14. децембра 1917. године и налазило се у згради Берзе на Пијачном тргу (данас Трг Устава).
24–25. децембра 1917. године у харковској згради Племићке скупштине (Пијачни трг) одржан је још један Први конгрес Совјета. Конгрес је у почетку окупио 964 учесника, чији је број касније порастао на 1250. На конгресу је разматрано неколико питања: ставови према Централној Ради Украјине, рат и мир, као и организација војне силе, о Украјини и Совјетској Русији, о имовинским и финансијским питањима и остало.
Конгрес је одобрио Брест-Литовски мир између Руске СФСР и Централних сила, прогласио независност Украјинске Народне Републике Совјета као федеративне републике Совјетске Русије, Закон о подруштвљавању земље који је усвојио 3. Сверуски конгрес Совјета, " О државном уређењу“, уредбе о 8-часовном радном дану и контроли рада, организацији Радничко-сељачке Црвене армије Украјине. Осуђена је политика Централне Раде Украјине у резолуцији „О политичком тренутку“ којом се тражи повлачење аустријских и немачких оружаних снага из Украјине. Учесници су изабрали нови састав Централног извршног комитета Украјине од 102 члана на челу са Владимиром Затонским.

### Други конгрес (Катеринослав)
У Катеринославу је одржан Други свеукрајински конгрес Совјета.

### Трансформација
Конгрес је престао да постоји на крају уставне реформе 1936-1937, када су први на савезном, а затим и на републичком нивоу посредни избори у Совјете замењени непосредним изборима на свим нивоима са Врховним совјетом као највишим органом.